# تینتو براس
جووانی «تینتو» براس (ایتالیایی: Giovanni "Tinto" Brass؛ زادهٔ ۲۶ مارس ۱۹۳۳) کارگردان، فیلم‌نامه‌نویس، تهیه‌کننده فیلم، تدوین‌گر، سیاست‌مدار و هنرپیشه ایتالیایی است. وی از سال ۱۹۶۳ میلادی تاکنون مشغول فعالیت بوده‌است. 

## گزیدهٔ آثار

### کارگردان
- کارگر بازنده است (۱۹۶۳)
- سا ایرا - رودخانه شورش (۱۹۶۴)
- همسرم (۱۹۶۴)
- نعلبکی بال‌دار (۱۹۶۴)
- یانکی (۱۹۶۶)
- جاذبه (۱۹۶۹)
- زوزه (۱۹۷۰)
- بی‌خیال درس (۱۹۷۰)
- تعطیلات (۱۹۷۱)
- سالن کیتی (۱۹۷۶)
- کالیگولا (۱۹۷۹)
- اکشن (۱۹۸۰)
- کلید (۱۹۸۳)
- میراندا (۱۹۸۵)
- هوس (۱۹۸۷)
- اسنک بار بوداپست (۱۹۸۸)
- پاپریکا (۱۹۹۱)
- همه زن‌ها اینگونه‌اند (۱۹۹۲)
- چشم‌چران (۱۹۹۴)
- صندوق پستی تینتو براس (۱۹۹۵)
- مونلا (۱۹۹۸)
- لغزش‌ها (۲۰۰۰)
- سنسو ۴۵ (۲۰۰۲)
- امتحان کن! (۲۰۰۳)
- مونامور (۲۰۰۶)
- هتل کوربه (۲۰۰۹)

### دستیار کارگردان
- ژنرال دلا روره (۱۹۵۹)
- هند: سرزمین مادری (۱۹۵۹)

### هنرپیشه
- ناتوان هستی‌گرا (۲۰۰۹)